# Parasyte: The Grey
Parasyte: The Grey är en sydkoreansk skräck- och actionserie som hade premiär den 5 april 2024 på strömningstjänsten Netflix. Första säsongen består av sex avsnitt.

## Handling
Serien kretsar kring oidentifierade parasiter som parasiterar på och dödar människor. För att rädda mänskligheten måste man kämpa mot hotet.

## Rollista (i urval)
- Jeon So-nee – Jeong Su-in
- Koo Kyo-hwan – Seol Kang-woo
- Lee Jung-hyun – Choi Jun-kyung
- Kwon Hae-hyo
- Kim In-kwon